# 图尔热维尔
图尔热维尔（法語：Tourgéville，法語發音：[tuʁʒevil] ⓘ）是法国卡尔瓦多斯省的一个市镇，属于利雪区。

## 地理
图尔热维尔（49°19'26"N, 0°3'53"E）面积12.01 平方千米，位于法国诺曼底大区卡爾瓦多斯省，该省份为法国西北部沿海省份，北濒大西洋英吉利海峡，东北与滨海塞纳省以海上边界相接，东临厄尔省，南至奧恩省，西与芒什省接壤。
与图尔热维尔接壤的市镇（或旧市镇、城区）包括：滨海伯内尔维尔、图克河畔博讷维尔、多维尔、格朗维尔、圣阿尔努、圣艾蒂安拉蒂耶、沃维尔。

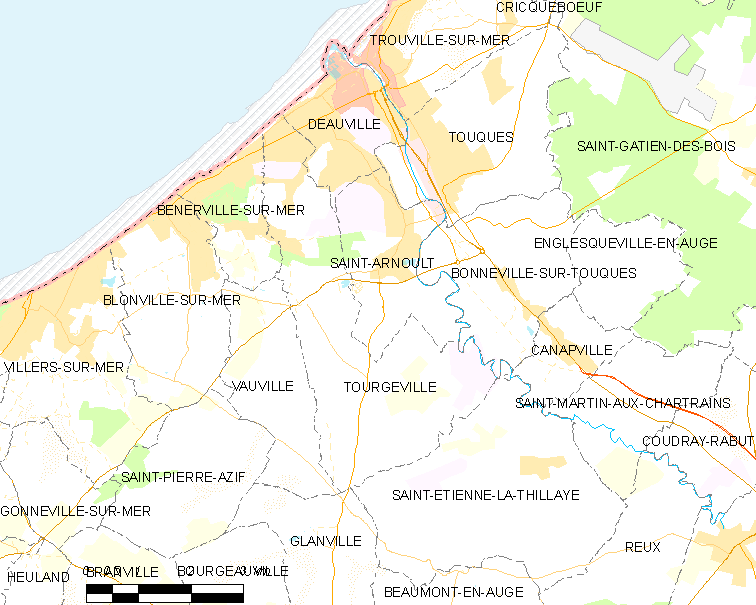
图尔热维尔的OSM定位图

图尔热维尔的时区为UTC+01:00、UTC+02:00（夏令时）。

## 行政
图尔热维尔的邮政编码为14800，INSEE市镇编码为14701。

## 政治
图尔热维尔所属的省级选区为蓬莱韦克县。

## 人口

1962-2008年间图尔热维尔人口变化图示

图尔热维尔于2022年1月1日时的人口数量为846人。